# Incantations
Incantations is het vierde studioalbum van Mike Oldfield.

## Inleiding
Na het vorige studioalbum Ommadawn werd het een tijd stil rondom Mike Oldfield. In de tijd verhuisde hij naar Througham Slad Manor, Bisley (Gloucestershire), alwaar hij ook een nieuwe geluidsstudio liet bouwen. Oldfield, die net een cursus Exegesis had afgerond wilde betoverende incantaties laten horen op het album, maar kwam uiteindelijk uit bij muziek liggend tegen religieus klinkende Ierse en Keltische volksmuziek. Hij nodigde zelfs een druïde uit, maar ook dat leverde niet het gewenste resultaat. Oldfield had meer het idee dat die hem wilde bekeren, dan dat het bijdroeg aan zijn muziek.  

## Ontvangst
De ontvangst van zijn muziek (deel 1) was lauw. Een afvaardiging van Virgin Records kwam naar zijn studio en bleef op een glimlach van Virginbaas Richard Branson stil, zeker toen Oldfield aangaf dat het een onderdeel zou worden van een dubbelalbum. Oldfield kreeg het idee dat Virgin hem ouderwets vond, mede door de opkomst van de punkmuziek, waarin Virgin tijd stak. De reactie vond zijn neerslag in de Engelse pers, die hem betitelde als ouderwets. Het droeg niet bij tot een snelle afronding van het album. Het zou tevens geleid hebben tot afwijkend gedrag (alcoholisme en geweld) waardoor zijn relatie met Louise Critchlow (dochter van Keith Critchlow, die hem muzikaal op het pad hield) tot een eind kwam. Het seminar Exegesis moest meer zelfvertrouwen geven brengen.
Mede doordat Oldfield al een tijd geen nieuwe muziek had aangeleverd bij Virgin, dacht hij dat hij moest compenseren en er kwam dus een dubbelalbum. Dat dubbelalbum had dezelfde opzet als de voorgaande albums. Per plaatkant werd een stuk geperst van aaneengelaste stukken. De muziek was volgens Oldfield deels geïnspireerd op de ostinatobewegingen binnen de muziek van Terry Riley, componist binnen de minimal music. Ook heeft Oldfield kwintencirkels gebruikt bij de structuur van dit werk.
Het album haalde wel de Britse albumlijsten, maar de noteringen waren minder dan bij voorgaande albums. Het stond achttien weken genoteerd met een hoogste positie op 14. Af en toe kwam het album weer terug zoals in de week van 6 augustus 2011 toen het één week een 70ste plaats liet zien. Deze teneur was ook terug te vinden in Nederland. Voorgaande albums haalden eenvoudig de top 20 van de elpeelijst, Incantations kwam niet verder dan plaats 27 in zeven weken notering. Andere albumlijsten (Duitsland, Zweden, Noorwegen, Spanje en Nieuw-Zeeland) lieten eenzelfde beeld zien. 
OOR's Pop-encyclopedie (versie 1979) constateerde dat Incantations niet het niveau haalde van voorgaande albums, waarbij ze al eerder had geconstateerd dat Hergest Ridge en Ommadawn het niveau van Tubular Bells al niet gehaald hadden. De Nederlandse pers liet het album links liggen. Opmerkingen dat het album wel weer goud zou halen (Leeuwarder Courant) en een opmerking dat het album verscheen (Het Parool) kwam men destijds niet. De recensent van Progwereld was het daarmee eens bij een bespreking van een heruitgave uit 2011.

## Musici
- Mike Oldfield – alle muziekinstrumenten behalve
- Mike Laird – trumpet
- Pierre Moerlen – drumstel en vibrafoon op deel 4
- Maddy Prior – zang op "The Song of Hiawatha" in deel 2 en "Ode to Cynthia" in deel 4
- Sally Oldfield – zangs
- Queen's College, London – koorzang
- Sebastian Bell – dwarsfluit
- Terry Oldfield – dwarsfluit
- Jabula – Afrikaanse drums
- Koor en strijkorkest onder leiding van David Bedford

## Muziek
| Nr. | Titel                 | Duur  |
| --- | --------------------- | ----- |
| 1.  | Incantations (part 1) | 19:08 |

| Nr. | Titel                 | Duur  |
| --- | --------------------- | ----- |
| 1.  | Incantations (part 2) | 19:36 |

| Nr. | Titel                 | Duur  |
| --- | --------------------- | ----- |
| 1.  | Incantations (part 3) | 16:58 |

| Nr. | Titel                 | Duur  |
| --- | --------------------- | ----- |
| 1.  | Incantations (part 4) | 17:01 |

De delen 1, 2, 4 hebben zang, deel 3 is instrumentaal. Deel 1 laat het aanroepen van de godinnen Diana, Luna en Lucina horen, deel 2 bevat teksten uit The song of Hiawatha van Henry Wadsworth Longfellow; deel 4 toont delen uit Ode to Cynthia uit Cynthia's Revels van Ben Jonson.

## Nasleep
In de nasleep van het album kwam het bericht dat Mike Oldfield optredens ging verzorgen, van kleine tot grote zalen. Opnamen van de concerten verschenen via album Exposed.
Tubular Bells · Hergest Ridge · Ommadawn · Incantations · Platinum · QE2 · Five miles out · Crises · Discovery · The Killing Fields · Islands · Earth Moving · Amarok · Heaven's open · Tubular Bells II · The songs of distant earth · Voyager · Tubular Bells III · Guitars · The Millennium Bell · Tr3s lunas · Tubular Bells 2003 · Light + Shade · Music of the Spheres · Man on the Rocks · Return to Ommadawn ·